# Mzilikazi Khumalo
James Stephen Mzilikazi Khumalo (* 20. Juni 1932 in KwaNgwelu, Provinz Natal; † 22. Juni 2021) war ein südafrikanischer Komponist und Chorleiter.

## Leben
Khumalo wurde auf der Farm KwaNgwelu der Heilsarmee in der südafrikanischen Provinz Natal als Sohn religiöser Eltern geboren, die als Mitarbeiter der Heilsarmee nach Durban, nach Hlabisa und schließlich nach Vryheid zogen. Er sang im Schulchor und spielte in einer Kirchenkapelle und als Solist das Euphonium. Er besuchte die Fred Clarke High School in Soweto und studierte bis 1956 Englisch und Zulu an der University of South Africa. Danach unterrichtete er an der Wallmansthal Secondary School. 1969 begann er an der Sektion für afrikanische Sprachen der University of the Witwatersrand zu unterrichten, wo er die Position eines Sektionsleiters und Professors für afrikanische Sprachen erlangte.
Khumalos erste Komposition Ma Ngificwa Ukufa wurde 1959 uraufgeführt und danach für die Aufführung beim Chorfestival der African Teachers Association of South Africa 1961 in Bloemfontein ausgewählt. In den 1980er Jahren sammelte und arrangierte er traditionelle Volksmusik Südafrikas, wobei er mit dem Lyriker Themba Msimang zusammenarbeitete.
Als Leiter der Soweto Songsters, eines Chores der Heilsarmee, trat Khumalo u. a. in Großbritannien, Israel und Norwegen auf. 1983 veranstaltete der Amazwi-KaZulu-Chor zu seinen Ehren ein Festival. Mit Isibaya Esikhulu Se-Afrika gewann Khumalo den zehnten Songwriter-Wettbewerb der African Bank. Zur Einsetzung des Erzbischofs Desmond Tutu 1986 komponierte er Intonga YoSindiso.
Ab 1989 leitete Khumalo mit Richard Cock das jährliche Sowetan Nation Building Massed Choir Festival. Seine Five African Songs für Chor und Sinfonieorchester wurden 1995 vom National Symphony Orchestra und dem Kammerchor der South African Broadcasting Corporation (SABC) unter Leitung von Richard Cock aufgenommen. Ebenfalls in den 1990er Jahren entstand seine Oper Ushaka KaSenzangakhona, die 1997 vom National Symphony Orchestra der SABC unter Leitung von Robert Maxym mit den Solisten Sibongile Mngoma (Sopran), Sibongile Khumalo (Mezzosoprano) Themba Mkhwani (Tenor) und Peter Mcebi (Bariton) für Sony Records aufgenommen wurde.
2002 komponierte er mit Princess Magogo kaDinuzulu die erste auf isiZulu geschriebene Oper. Sie handelt von Prinzessin Magogo.